# サンタマリアナイトクラブ火災
サンタマリアナイトクラブ火災は、ブラジル・リオグランデ・ド・スル州サンタマリアにあるナイトクラブ「Kiss」で、2013年1月27日深夜2時～2時30分頃（現地時間）に発生した火災。
239人の死者と169人の負傷者を出した。これはブラジルの火災史上、1961年に503名の死者を出したニテロイのサーカス会場火災に次ぎ、近年のナイトクラブ火災では、中国洛陽市で2000年のクリスマスに309人の死者を出した洛陽クリスマス火災に次ぐ惨事となった。屋内で演出用の花火を違法に使用した事に起因するものであり、過去にも2003年にアメリカ合衆国ロードアイランド州のナイトクラブ「Station」（死者100人、詳細）、2004年のアルゼンチンブエノスアイレスのナイトクラブ「República Cromañón」（死者194人）で同様の事例がある。被害者が拡大した理由は、防音のために天井に貼られていたポリウレタンフォームから発生したシアン化水素ガスと見られている。

## 火災

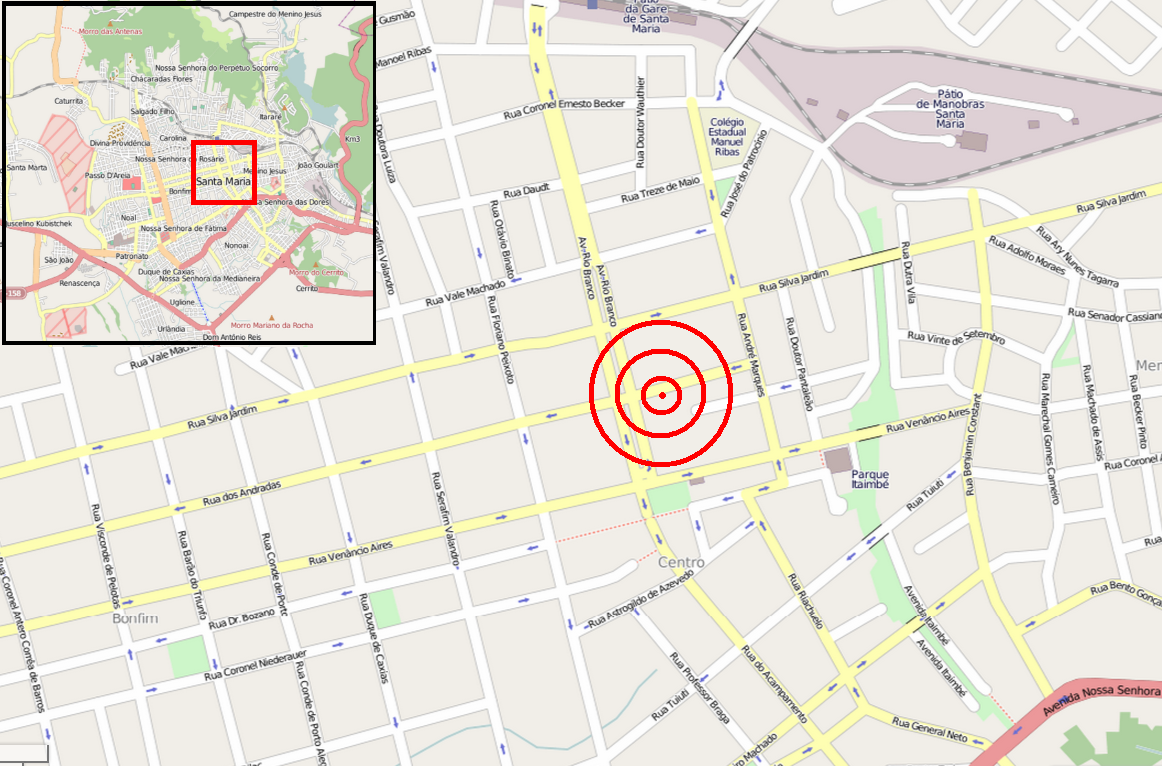
現場周辺の地図

2013年1月26日23時ごろよりサンタマリアのナイトクラブ「Kiss」で、「Agromerados」と称するパーティーが始まった。参加者はサンタマリア連邦大学 (Universidade Federal de Santa Maria) の学生らで、「Pimenta e seus comparsas」と「Gurizada Fandangueira」の2組のバンド演奏の予定が組まれていた。
27日未明、火災発生。出口では将棋倒しが起きた。誘導灯の不備や非常口の不足が犠牲者を増やす結果となった。犠牲者の多くは18歳から30歳までの若者であった。
ブラジル警察の調べによると、バンドメンバーの目撃証言ではGurizada Fandangueiraの演奏中、発炎筒のような演出用の花火に点火したところ、炎が天井の防音材に引火し燃え広がったという。当局は、多数の犠牲者が出た原因として正面玄関以外に外部へ通じる非常口がなかったことと、建物内に収容能力を越える2000人の客がいたことを挙げている。
犠牲者の死因の約9割は煙を吸ったことによるものであった。遺体の多くは出口近くのトイレで発見され、出口と誤ってトイレに逃げ込み、閉じ込められたものと見られている。犠牲者237人のうち233人は現場で死亡し、4人は搬送先の病院で死亡した。

## 調査

店内見取り図。「Palco」は舞台を示す。

火災の原因は違法な花火演出であったことが、のちの被害者の聞き取り調査により明らかになった。
クラブ経営者とバンドメンバー各2名の4名が逮捕されたが、このうち経営者の男性は収容先の病院で自殺を図った。
州消防署は、建物の非常口が不十分で、花火の使用権限もなかったことを認識していたがクラブの営業許可を出していた。許可証には、出口が2か所あるように記されていた。虚偽の申告を基に許可が出されたことについて、消防署や市当局の監督責任が問われている。
事故後、全国の同種の施設に対し当局による査察が行われ、58施設が閉鎖された。

## 反応
ブラジル大統領ジルマ・ルセフは急きょ外遊を切り上げて帰国し、遺族らを見舞った。サンタマリア市は、30日間喪に服することを呼びかけた。
国際サッカー連盟および大会組織委員会は、1月28日に予定していた、2014 FIFAワールドカップまで500日となる記念イベントの中止を決めた。
ブラジル全土で安全点検が行われたが、サンパウロ市だけで60%の施設が保安基準を満たしていないことが明らかになった。
アルゼンチンの保健大臣は、移植用皮膚の提供を申し出た。
惨事の映像を見られると誘導してトロイの木馬に感染させる悪質なスパムメールが出回った